# Fiat G.55
Fiat G 55 Centauro (Kentaur) byl italský víceúčelový stíhací letoun. Spolu s Reggiane Re.2005 a Macchi MC.205V patřil k tzv. „páté sérii“ – posledním nejvýkonnějším italským stíhačkám druhé světové války. 

## Vývoj a operační nasazení
Prototyp letounu Fiat G.55 vzlétl na jaře roku 1942. První malá zkušební série létala vyzbrojená jedním kanónem a čtyřmi kulomety, ale bojové stroje byly vyzbrojeny standardem: 3 x 20mm kanónem a 2 x 12,7mm kulometem. Toto však byla na italské poměry těžká výzbroj. 
Až do italské kapitulace v září 1943 stačila firma Fiat dodat pouze 30 strojů, z nichž část se již ani nedostala k jednotkám na frontu. Bojů se letouny účastnily až po italské kapitulaci, kdy na severu země vznikla proněmecká Italská sociální republika. V řadách jejího letectva úspěšně napadaly spojenecké bombardovací svazy i jejich stíhací doprovod. 
Výroba G.55 v turínské továrně Fiat dále pokračovala až do 25. dubna 1944, kdy byl závod těžce poškozen spojeneckým náletem. Poté byla produkce rozptýlena do poboček Fiatu a probíhala i v dalších firmách. Na podzim 1944 došlo na příkaz Němců k zastavení výroby.
V březnu 1944 poprvé vzlétl G.56 se silnějším německým motorem DB 603A. Výzbroj byla redukována na tři kanóny. Stroj byl zdařilý, s maximální rychlostí 685 km/h byl nejrychlejším italským stíhacím letounem a v cvičném souboji údajně překonal Bf 109 K i Fw 190 A. Společně se zastavením výroby G.55 byl po postavení dvou prototypů ukončen i vývoj G.56.
Protože se Itálie vzdala včas a ještě si stihla zabojovat proti bývalému spojenci (v případě letadel šlo o Italské spojenecké letectvo), nebyla důkladně demilitarizována jako třeba Japonsko či Německo. Některé italské typy ve výzbroji zůstaly a právě G.55 čekala dlouhá poválečná služba v italském letectvu.
Po válce byl letoun modernizován, vybaven britským motorem Rolls-Royce Merlin a vyráběn pod označením G.59.
Dalším uživatelem bylo Egyptské královské letectvo, které G.55 operačně nasadilo do bojů během druhé fáze izraelské války za nezávislost. Zkušení veteráni Royal Air Force sloužící v Chel Ha Avir mnoho Fiatů G.55 sestřelili.

## Specifikace

### Technická data
- Osádka: 1
- Rozpětí: 11,85 m
- Délka: 9,37 m
- Výška: 3,13 m
- Nosná plocha: 21,11 m²
- Hmotnost prázdného letounu: 2630 kg
- Vzletová hmotnost: 3520 kg
- Pohonná jednotka: 1 × dvanáctiválcový vidlicový motor Fiat RA-1050 RC-58 Tifone (v licenci vyráběný německý DB 605A) o výkonu 1085kW.

### Výkony
- Maximální rychlost: 630 km/h
- Cestovní rychlost: ? km/h
- Dostup: 12 750 m
- Dolet: 1200 km

### Výzbroj
- 3 × kanón MG 151/20 ráže 20 mm
- 2 × kulomet Breda-SAFAT ráže 12,7 mm
- až 320 kg bomb na závěsnících pod křídlem.

## Galerie

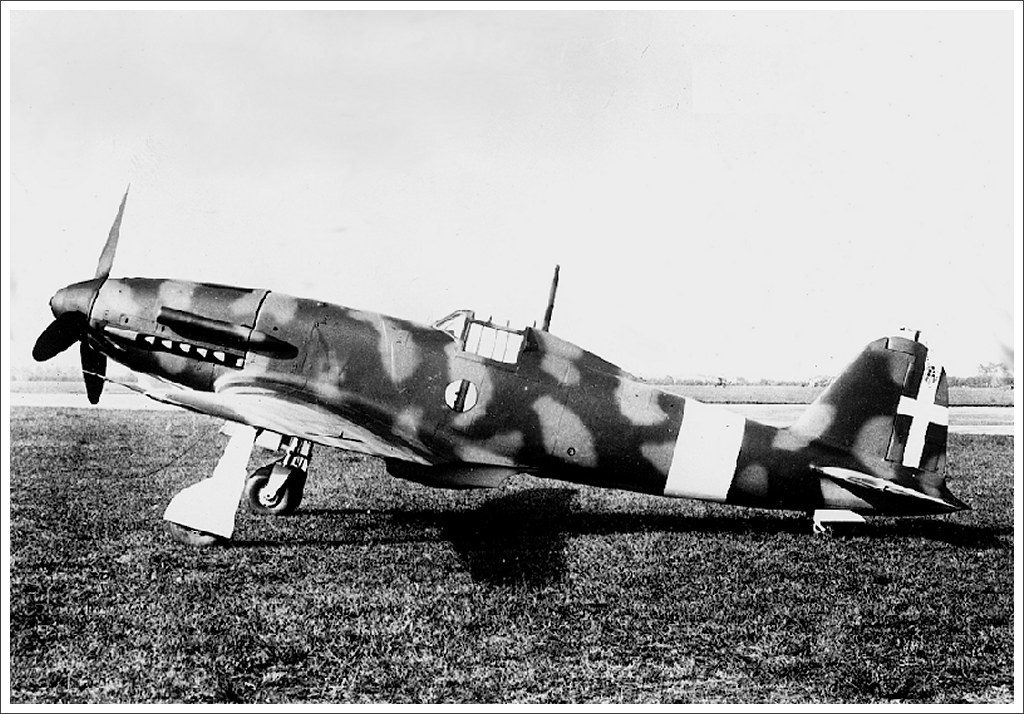
G.55 (Regia Aeronautica)
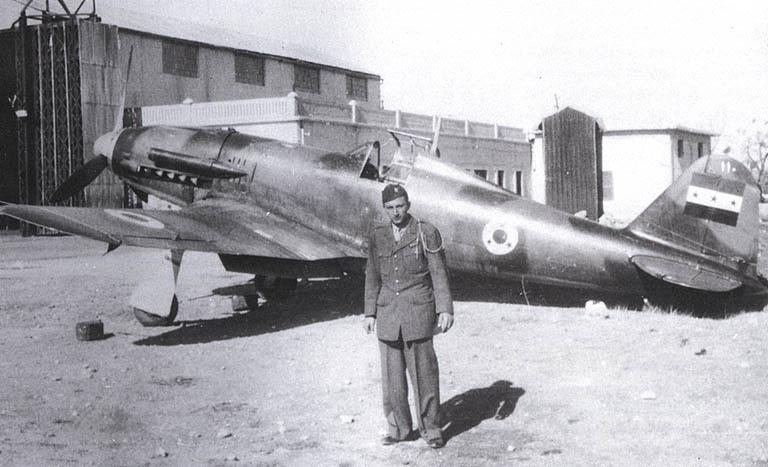
Syrský G.55
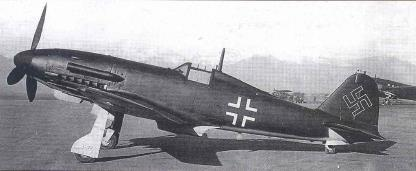
G.56
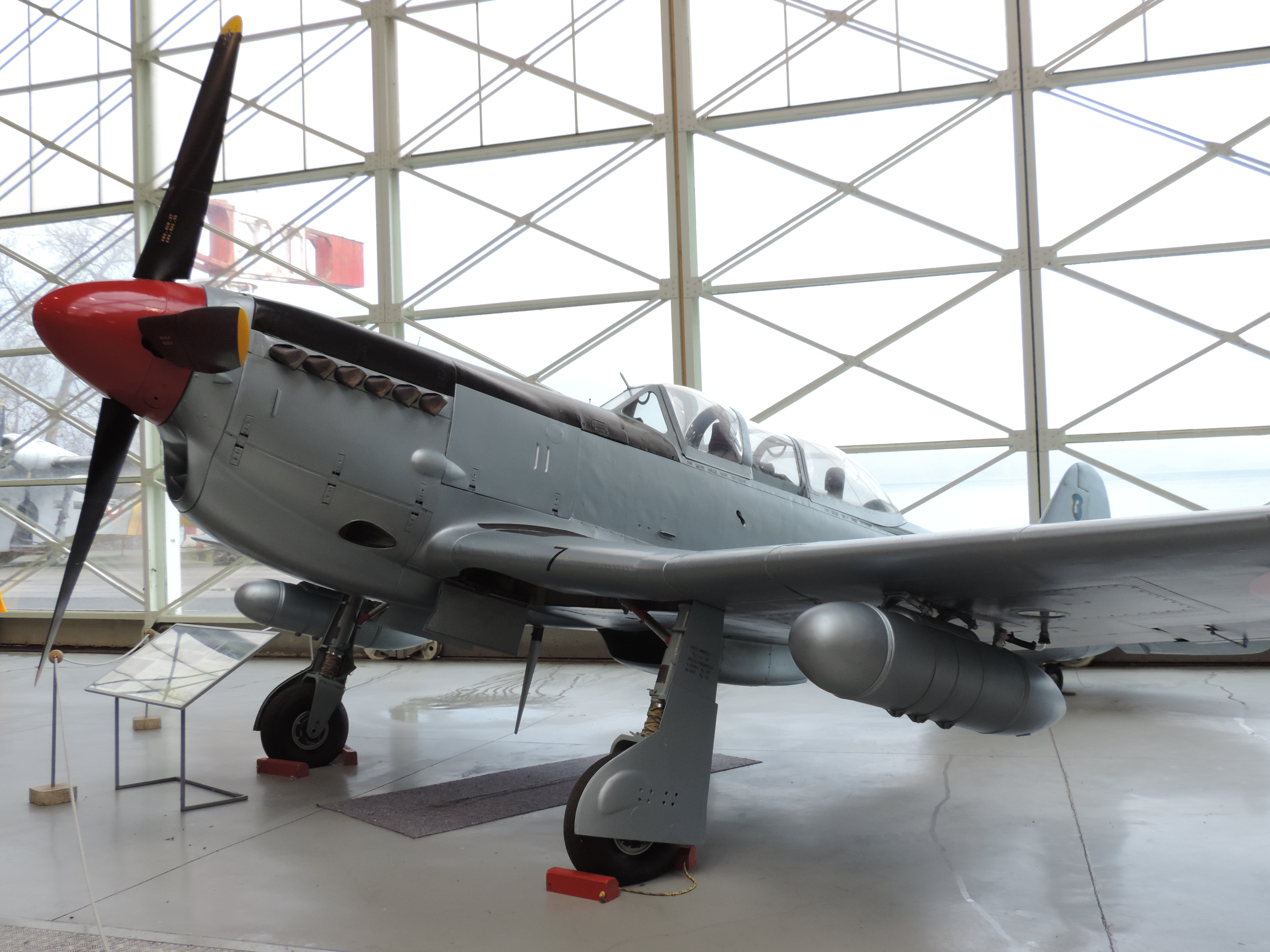
G.59